# Regeringscommissaris
Een regeringscommissaris is iemand die door de regering met een bepaalde opdracht belast is en zodoende een vertegenwoordiger van die regering is.

## België
Sommige Belgische federale regeringen hadden, naast ministers en staatssecretarissen, ook regeringscommissarissen met een specifieke opdracht. Het recentste voorbeeld was Guido De Padt, regeringscommissaris belast met de interne audit van de federale overheid van 2009 tot 2010 in de regeringen Van Rompuy en Leterme II. De regering-Verhofstadt I telde drie regeringscommissarissen.

### Vlaanderen
De Vlaamse regering duidt ook regeringscommissarissen aan. Zij zijn belast met het toezicht op zowat alle Vlaamse overheidsinstellingen zoals De Lijn, VRT, Universitair Ziekenhuis Gent, universiteiten en hogescholen.
De commissarissen van de Vlaamse regering bij de hogescholen en de universiteiten vormen één College van regeringscommissarissen. Dit college houdt een globaal toezicht op de hogescholen en de universiteiten.
De opdracht van de regeringscommissaris ligt vast bij besluit van de Vlaamse Regering van 5 september 2003 en bij decreet van 12 juni 1991 betreffende de universiteiten in de Vlaamse Gemeenschap.
De Vlaamse Regering kan zoals bepaald in het Decreet Lokaal Bestuur ook een regeringscommissaris aanstellen voor de uitoefening van dwangtoezicht, een vorm van bestuurlijk toezicht, op gemeentebesturen.

## Nederlands-Indië
Ook in Nederlands-Indië werden vaak functionarissen belast met een speciale taak namens het bestuur. Doorgaans werden ze benoemd door de Gouverneur-generaal van Nederlands-Indië en waren ze aan hem verantwoording verschuldigd. Daarom werden ze ook wel gouvernementscommissaris genoemd. De termen regeringscommissaris en gouvernementscommissaris werden vaak door elkaar gebruikt.
Bekende gouvernementscommissarissen waren:
- Andreas Victor Michiels, in 1849 gouvernementscommissaris voor de derde expeditie naar Bali, waarvan hij ook de militaire bevelhebber was;
- Frederik Nicolaas Nieuwenhuijzen, gouvernementscommissaris voor de expeditie naar de Zuider- en Oosterafdeling van Borneo in 1859 en gouvernementscommissaris voor Atjeh in 1873;
- Karel van der Heijden en Abraham Pruijs van der Hoeven, gezamenlijk gouvernementscommissaris voor Atjeh in 1880.